# Дубровка (Брагінський район)
Дубровка — (біл. пасёлак Дубраўка), село (поселення) в складі Брагінського району розташоване в Гомельській області Білорусі. Село підпорядковане Маложинській сільській раді і в ньому мешкає 12 осіб (станом на 2004 рік).
Поселення Дубровка розташоване на південному сході Білорусі, у південній частині Гомельської області, за 11 кілометрів на південний схід від районного центру Брагіна.